# Cimetière Mikveh Israel
Le cimetière Mikveh Israel est le plus ancien cimetière juif de Philadelphie (Pennsylvanie) et l'un des plus vieux du territoire des États-Unis après le Second cimetière de la congrégation Shearith Israël à New York. Le terrain qui mesure seulement 810 m² est un site historique  classé  administré par le Independence National Historical Park (bien que les dépenses liées à l'entretien soient à la charge de la congrégation Mikveh Israel). Il est situé dans le centre-ville de Philadelphie sur Spruce Street, à côté de la 8e rue à proximité de Independence Hall.
Ce cimetière servit à l'origine de lieu de sépulture pour la famille de Nathan Levy dont on a longtemps affirmé que son bateau avait servi pour transporter la Liberty Bell de l'Angleterre à Philadelphie. Il acheta le terrain en 1738, l'étendit puis en fit don en 1765 à la communauté sépharade Mikveh Israel fondée en 1740 et toujours active de nos jours.
on cessa de procéder à des enterrements dans le cimetière à partir de 1886 sauf à trois rares exceptions en 1913, 1966 et en 1972 pour des personnalités de la communauté,,,,.